# Ochrotrichia tenuata
Ochrotrichia tenuata är en nattsländeart som beskrevs av Blickle och Donald G. Denning 1977. Ochrotrichia tenuata ingår i släktet Ochrotrichia och familjen smånattsländor. Inga underarter finns listade i Catalogue of Life.